# Hongqi (marca)
Hongqi (xinès simplificat: 红旗, pinyin: Hóngqí, literalment 'Bandera roja') és una marca de cotxes de luxe xinesa propietat del fabricant d' automòbils FAW Car Company, filial de FAW Group. Hongqi es va llançar el 1958, convertint-se en la marca de cotxes de passatgers xinesa més antiga. En xinés, hongqi significa "bandera roja", un símbol cultural del comunisme xinés.
Originalment, els models Hongqi eren només per a alts càrrecs governamentals, i van romandre en producció fins al 1981. La marca va reviure a mitjans dels anys noranta.

## Història
Tot i que el nom ha perdurat, els vehicles que porten la marca han variat significativament depenent de l'època. Originalment era un cotxe per a dignataris, els vehicles posteriors de la marca servit per a diferents propòsits, com a taxis, fins a sedans comercials de gamma baixa; durant la desfilada del 60è aniversari de la República Popular de la Xina, la marca va tornar a les seues arrels com a vehicle per als líders del partit. Però posteriorment, els funcionaris del partit solen preferir els Audis.
Els cotxes Hongqi originals eren un vehicle de luxe utilitzat per al transport de dignataris estrangers, i l'elit del partit. Tot i que el president Mao va afirmar que no havia viatjat en un Hongqi fins a la visita de Nixon el 1972, es va interessar personalment pels cotxes des del principi.
Presentat l'1 d'agost de 1958, el primer Hongqi va ser el CA72. Al setembre, havia aparegut una versió convertible destinada a ser utilitzada pels dignataris a les desfilades del Dia Nacional. El disseny del CA72 es basava en un Chrysler de 1955. Des del principi, el Hongqi de mida completa estava equipat amb un motor V8 de 147 kW (200 PS; 197 hp). La reixa es va basar en un disseny tradicional d'un ventilador xinés, i encara al segle xxi es manté en ús als models de Hongqi.
Introduït per primera vegada el 1963, el model CA770 va romandre en producció fins al 1980, encara que en quantitats reduïdes. Es van construir un total d'al voltant de 1.600 Hongqi amb motor V8, i al llarg dels anys es van llançar diverses versions, incloent un model del 1965 amb tres fileres de seients i una versió blindada del 1969 (CA772).
Entre les dècades del 1990 i 2000, diferents models estrangers es fabricaven a la Xina i es comercialitzaven baix la marca Hongqi. Entre els models del període s'inclouen versions de l'Audi 100 (CA7200/CA7220), i el Lincoln Town Car (CA7460). Hi havia dos versions basades en l'Audi 100: la més luxosa "Century Star", i la més menuda (1,8 litres) Hongqi Mingshi.
FAW va començar la producció de la tercera generació de vehicles Hongqi el 2006. El primer model, HQ3, estava basat en el Toyota Crown Majesta, i va tindre poc èxit de mercat. Les vendes del primer any van ser prop de 500, i tot i que l'objectiu per al segon any era de 1.400 unitats, el HQ3 no seria rendible fins que no s'arribara a unes vendes anuals de 5.000 unitats, cosa que mai no ocorregué. A l'octubre de 2008, el preu es va reduir considerablement i el nom va canviar a Shengshi ("Dies de prosperitat") per tal d'atraure millor als compradors privats. Les vendes durant la primera meitat de 2008 van ser totes d'inventari i van ascendir a 788.
El 2013 es llança la quarta generació de la gamma, de la que inicialment s'esperava que es produïren 30.000 unitats, tot i que un any després del llançament, se n'havien venut menys de 5.000. El 2014, l'Exèrcit Popular d'Alliberament va comprar almenys 1.000 models H7. Un model molt més car, el L5, també es va comercialitzar juntament amb l'H7. L'abril del 2020 es presentà l'H9.

## Referències

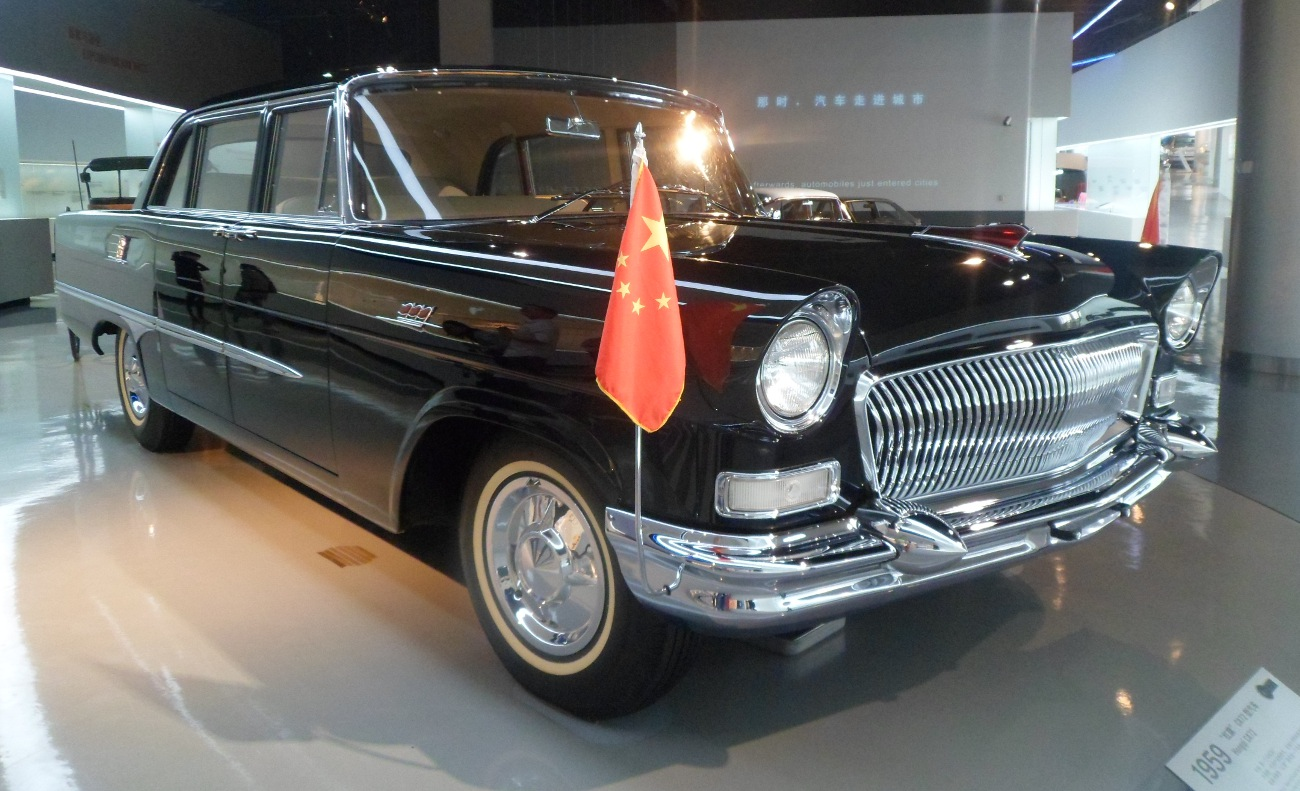
Hongqi CA72.

## Current products
| Model | Picture | Production   | Generation | Note                          |
| Sedan | Sedan   | Sedan        | Sedan      | Sedan                         |
| ----- | ------- | ------------ | ---------- | ----------------------------- |
| L5    |         | 2014–present | Second     | Full-size luxury car          |
| H9    |         | 2020–present | First      | Full-size luxury sedan        |
| H6    |         | 2023–present | First      | Mid-size luxury sedan         |
| H5    |         | 2018–present | Second     | Mid-size luxury sedan         |
| E-QM5 |         | 2021–present | First      | Compact electric sedan        |
| SUV   |         |              |            |                               |
| LS7   |         | 2022–present | First      | Full-size luxury SUV          |
| E-HS9 |         | 2020–present | First      | Full-size electric luxury SUV |
| HS7   |         | 2019–present | Second     | Midsize luxury SUV            |
| HS5   |         | 2019–present | Second     | Compact luxury SUV            |
| HS3   |         | 2018–present | Second     | Subompact luxury SUV          |
| MPV   |         |              |            |                               |
| HQ9   |         | 2022–present | First      | Full-size luxury MPV          |

### Official state car(not open to public sale)
| Model          | Production   | Length                                                 | Notes |
| -------------- | ------------ | ------------------------------------------------------ | --- |
| Hongqi L5      | 2012–present | 5,555 mm, wheelbase 3,435 mm.                          | Identifiable via non-chromed B pillar Government and open-top parade versions not sold to public Used for foreign dignitaries. First used to ferry French President François Hollande in 2013. |
| Hongqi L7      | 2012–        | 6,097 mm, wheelbase ~3,600 mm.                         | Also known as CA7600. Identifiable via chromed B pillar |
| Hongqi L9      | 2009–        | 6,395 mm (since 2019 - 6,500 mm), wheelbase ~3,900 mm. | Also known as CA7600L. Identifiable via larger quarter glass. First in the L-series Debuted in 2009 military parade                                                                            |
| Hongqi CA7600J | 2009–        | 6.4 m                                                  | Identifiable via rear-hinged doors. Used by Xi Jinping as parade car in 70th anniversary parade. Debuted in 2009 military parade                                                               |
| Hongqi N501    | 2016–        | 5,500 mm.                                              | Based on Hongqi L5 with modern styling Debuted in visit to Rwanda by Xi Jinping in 2018. |
| Hongqi N701    | 2022–        |                                                        | Identifiable via lengthened rear windows. Current presidential car of China. Debuted in visit to Hong Kong by Xi Jinping during 25th anniversary of handover.                                  |

## Former products

### Pre-2010s
| Production dates | Model designation                                 | Picture | Note |
| ---------------- | ------------------------------------------------- | ------- | --- |
| 1958             | Dongfeng CA71(东风 East Wind)                     |         | Simca Vedette body and chassis, Mercedes-Benz 190 engine |
| 1958–1965        | CA72                                              |         | 1955 Imperial C-69 sedan |
| 1966–1981        | CA770 series                                      |         | 1960s Imperial |
| 1972–1979        | CA774                                             |         | Five prototypes were built with the intent of replacing the Hongqi CA770. No series production. |
| 1980–1987        | CA630                                             |         | A bus designed as VIP transport for the government, state-owned high-end hotels and travelling agencies. 19 seater load capacity, fitted with a 4.5 litre V8 engine producing 165 horsepower paired to a 4 speed manual gearbox. |
| 1982–1984        | CA750 CA760                                       |         | A sedan made by Hongqi with Datsun 280C styling cues. Was produced to compete with the Shanghai SH760. A long wheelbase version was also available as the CA760 with only one made.                                              |
| 1987             | CA750F CA760                                      |         | Dodge 600, did not enter production |
| 1989             | CA7225LH                                          |         | Audi 100 |
| 1992–1995        | CA7560 CA7560LH (LWB)                             |         | few examples built, modernized 770. |
| 1993–1996        | CA7221L                                           |         | Audi 100 |
| 1993–1998        | CA1021U3 pickup                                   |         | Audi 100 |
| 1995–1997        | CA7465C8                                          |         | Lincoln Town Car |
| 1996–2004        | CA7200 CA7220                                     |         | Audi 100 |
| 1996–2005        | CA5020XJB CA7228L CA7226L                         |         | Audi 100 |
| 1997             | CA7220EL1                                         |         | Audi 100 |
| 1997             | CA7220L1                                          |         | Audi 100 |
| 1998             | CA7240L                                           |         | Audi 100 |
| 1998             | CA7200E3L CA7247L                                 |         | Audi 100 |
| 1998–2005        | CA7460 CA7460L1 CA7460L2 CA7460L3 (Flagship 旗舰) |         | Lincoln Town Car |
| 1998             | CA7220A9EL1 CA7220A9EL2 CA7220A9EL2A2             |         | Audi 100 |
| 1999             | CA7220A9E                                         |         | Audi 100 |
| 2000–2006        | CA7202E3 CA7242E6 CA7182E7 (Century Star 世纪星)  |         | Audi 100 |
| 2000–2005        | CA7203E3L (Century Star 世纪星)                   |         | Audi 100 |
| 2001–2003        | CA7180A2E CA7180A3E (Mingshi 明仕)                |         | Audi 100 |
| 2001–2003        | CA7180A2EL1 (Mingshi 明仕)                        |         | Audi 100 |
| 2001-2005        | CA7202E3L1 CA7202E6L1 (Century Star 世纪星)       |         | Audi 100 |
| 2001–2005        | CA7202A9EL3 CA7202A9EL2 (Century Star 世纪星)     |         | Audi 100 |
| 2002–2005        | CA7202E6L (Century Star 世纪星)                   |         | Audi 100 |
| 2004             | CA7400 (Flagship 旗舰)                            |         | Remake of the Hongqi CA770 with a lowered roofline based on the 1998–2011 Lincoln Town Car. Prototype only |
| 2006–2010        | HQ3 Shengshi HQ430 (盛世 Days of Prosperity)      |         | Toyota Crown Majesta |
| 2009, 2015       | HQE L7/L9 CA7600J                                 |         | |

### Post-2010s
| Model designation | Picture            | Production dates | Generation | Note             |
| ----------------- | ------------------ | ---------------- | ---------- | ---------------- |
|                   | Official state car |                  |            |                  |
| N501              |                    | 2018             | -          | Based on L5      |
| Sedan             |                    |                  |            |                  |
| H7                |                    | 2013–2021        | First      |                  |
| SUV               |                    |                  |            |                  |
| LS5               |                    | 2015–2017        | First      | Based on CA7600J |